# СУ-7
СУ-7 — экспериментальная советская тяжёлая самоходная артиллерийская установка. Не была реализована в металле, существовали только отдельные элементы.

## История

### Требования к САУ
1 октября 1933 в ГАУ РККА началось рассмотрение вопроса о проектировании самоходного орудия особой мощности. К тому моменту была готова особая группа конструкторов под руководством П. Н. Сячинтова, разрабатывавшая варианты самоходки. По итогам обсуждения через месяц НТУ ГАУ сформулировало требования к трём орудиям самоходки, соединённым в триплекс:
254-мм пушка большой мощности (БМ). Угол вертикального наведения — от 0° до +42°. Вес фугасной бомбы — 225 кг, начальная скорость бомбы — 692 м/с, дальность стрельбы – 23500 м. Вес ствола с затвором 24000 кг.
305-мм гаубица большой мощности (БМ). Угол вертикального наведения от 0° до +60°, вес фугасной бомбы — 365 кг, начальная скорость бомбы — 360 м/с, дальность стрельбы — 12500 м, начальная скорость снаряда 600 м/с. Полный вес орудия — 14100 кг.

400-мм мортира большой мощности. Угол вертикального наведения от +5° до +70°, вес фугасной бомбы — 860 кг, начальная скорость бомбы — 320 м/с, дальность стрельбы 10500 м, начальная скорость снаряда 600 м/с. Вес орудия — 10000 кг.

### Магдисиев против Сячинтова
Проектирование качающейся части было передано заводу «Большевик», а шасси предстояло изготовить на заводе №185. Вскоре требования изменились: в ГАУ предложили повысить дальность орудия хотя бы на треть, однако это привело бы к тому, что ресурс орудия составил бы 100 выстрелов. Возможности использовать орудия калибра 210 или 220 мм не было ввиду отсутствия таковых. В конце концов, в ГАУ предложили заменить три орудия на два с калибрами 203 и 305 мм соответственно. Наконец, в декабре 1934 года на конференции ГАУ были представлены проекты СУ-7 (так назвали самоходку) на шасси, спроектированном на заводе №185. В итоге конструкция орудия выглядела следующим образом:
- качающая часть была увеличена, соответствуя типу «Шнейдер» с переменным откатом;
- конструкция ствола была точно такой же, как у 203-мм гаубицы Б-4 со свободной трубой;
- затвор был единым, как у 152-мм пушки Б-30 или У-10
- станок был скопирован с аналогичного у 203-мм гаубицы Б-4.

Проект завода «Большевик» с несъёмной ходовой частью (руководитель Магдисиев) был отвергнут ввиду того, что качество поворотов во время движения было низким, а масса превышала допустимую на 9 тонн. Впрочем, и Сячинтов не смог убедить комиссию в целесообразности своего проекта, поскольку он был довольно сложен. Оба коллектива продолжили работу по САУ с несъемной ходовой частью.

### Проект Гинзбурга
Новый проект был разработан на том же заводе №185, но уже под руководством С.А.Гинзбурга. В передней части самоходки располагалось моторно-трансмиссионное отделение, а в задней весьма просторное боевое отделение, где могла устанавливаться 203-мм пушка или 305-мм гаубица с двумя-тремя тормозами отката по бокам и двумя накатниками под стволом. Пушка имела максимальный угол возвышения до 52°, а гаубица до 70°, угол горизонтальной наводки составлял итого 84°. Возимый боекомплект составлял от 2 до 6 выстрелов. Расчётная скорострельность составляла один выстрел в 80-100 секунд при слаженной работе расчета из 15 человек, электрическом действии лебедок и досылателя. Но масса САУ при этом возрастала до 102-106 тонн при 75-80 по техническому заданию, а масса орудия составила бы 39-43 тонны. 
Значительно снизить вес не представлялось возможным, и 1 октября 1936 ГАУ потребовало довести его до 100 тонн, а вместе с этим АНИИ было поручено разработать нарезные стволы и поясковые бронебойные снаряды. При использовании нарезных снарядов калибр орудия предписывалось считать ровно 203 и 305 мм, а при использовании поясковых – 8 и 12 дюймов соответственно. Это также позволило бы использовать старые морские снаряды времён Первой Мировой и Гражданской войн. В качестве подстраховочной меры заводу «Большевик» предстояло разработать подкалиберный 203/305-мм снаряд для того, чтобы 305-мм гаубица смогла заменить 203-мм пушку, уравнявшись с ней по дальности стрельбы.
Изготовление рабочих чертежей и элементов конструкции СУ-7 началось осенью 1937 года: были получены заготовки бронекорпуса с Ижорского завода, доработанный двигатель ГАМ-34, отдельные узлы трансмиссии и другие элементы. Ходовая часть собиралась на заводе №185. Вскоре 2 октября 1937 последовало распоряжение начальника ГАУ Н.Кириллова-Губецкого о прекращении всех работ по САУ большой мощности, после чего наполовину готовую самоходку разобрали на металл. Причина до сих пор остаётся неизвестной.